# Connection (Verein)
Connection e. V. ist ein deutscher Verein mit Sitz in Offenbach am Main, der Deserteure unterstützt. Die Mitglieder stehen der Friedensbewegung nahe und sind ehrenamtlich tätig.
Der Verein unterstützte zunächst mehrere tausend Deserteure bei der Asylsuche während des Balkankrieges. Während des Irakkrieges wurden amerikanische Soldaten unterstützt, die wegen ihrer Versetzung in den Irak flüchteten. Ferner bestehen unter anderem Kontakte zu Gruppen in Israel, Türkei, Eritrea, USA, Algerien, Lateinamerika und Afrika.

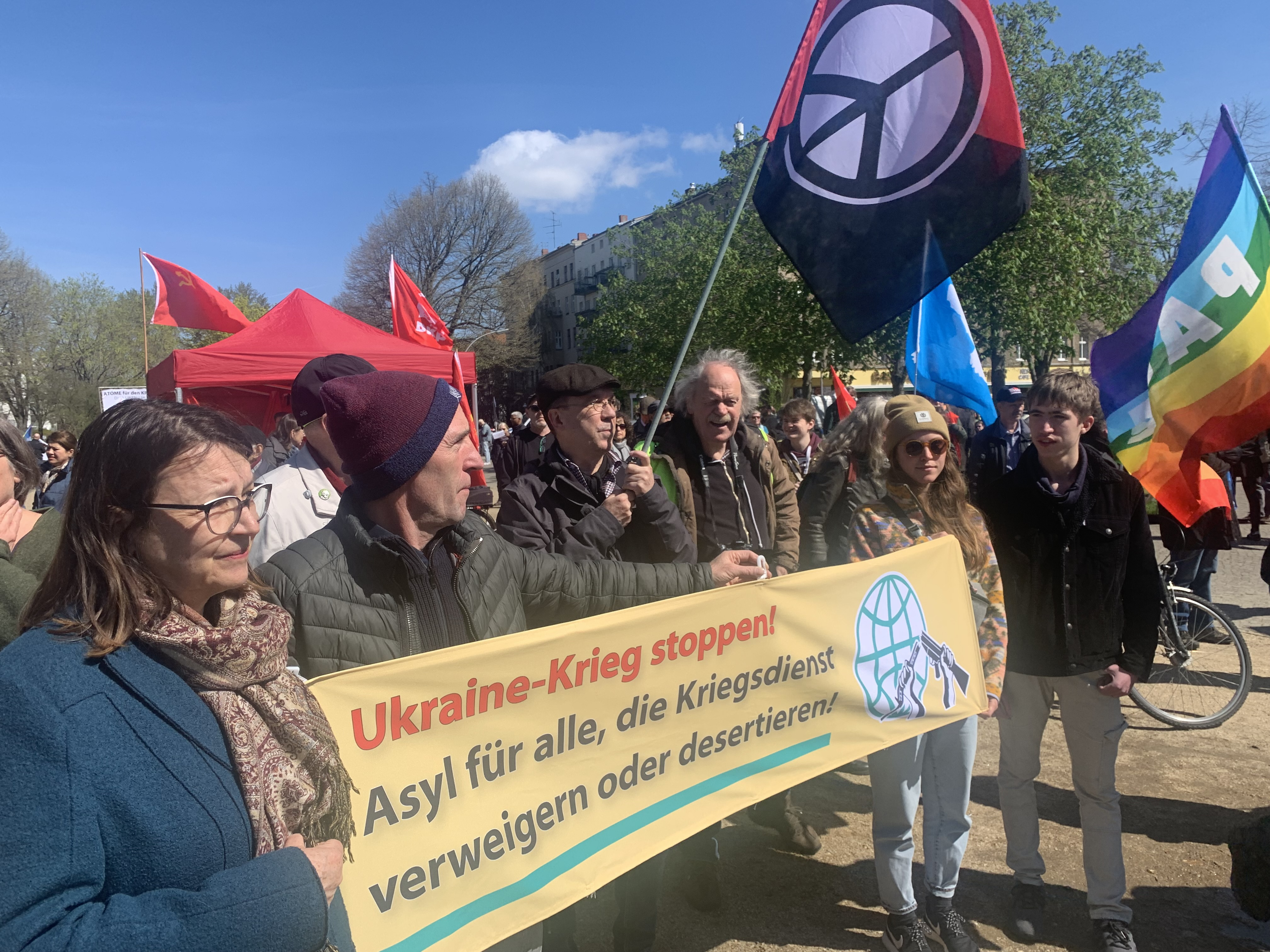
2022 in Berlin – Mitglieder der Internationale der Kriegsdienstgegner*innen (IDK)

Connection fordert, Kriegsdienstverweigerung in Kriegsgebieten als Asylgrund anzuerkennen, so zum Beispiel 2009 für André Shepherd. Seit dem russischen Überfall auf die Ukraine 2022 ist der Verein engagiert für Deserteure und Kriegsdienstverweigerer in den Ländern Russland, Belarus und der Ukraine.
Als Periodikum wird der Rundbrief KDV im Krieg herausgegeben.

## Auszeichnungen
- 1996 Aachener Friedenspreis[2]
- 2001 Friedrich Siegmund-Schultze-Förderpreis für gewaltfreies Handeln der Evangelischen Arbeitsgemeinschaft für Kriegsdienstverweigerung und Frieden[3]
- 2009 Förderpreis der Martin-Niemöller-Stiftung[4]
- 2024 Bremer Friedenspreis[5]
- 2024 Helga-und-Werner-Sprenger-Friedenspreis[6]